# Stenoxyphula
Stenoxyphula is een geslacht van rechtvleugeligen uit de familie Pyrgomorphidae. De wetenschappelijke naam van dit geslacht is voor het eerst geldig gepubliceerd in 1963 door Kevan.

## Soorten
Het geslacht Stenoxyphula omvat de volgende soorten:
- Stenoxyphula excisa Ramme, 1941
- Stenoxyphula microphallica Kevan, 1966